# Уйтас (Актюбинская область)
Уйтас (каз. Үйтас) — село в Хромтауском районе Актюбинской области Казахстана. Входит в состав Тасоткельского сельского округа. Код КАТО — 156053400.

## Население
В 1999 году население села составляло 70 человек (32 мужчины и 38 женщин). По данным 2009 года, в селе не было постоянного населения.